# Andrew Tallon
Pour les articles homonymes, voir Tallon.
Andrew J. Tallon, né le 12 mars 1969 à Louvain et mort le 16 novembre 2018 à Poughkeepsie, est un historien de l'art belge. Il a utilisé des technologies de scan laser pour créer un modèle numérique 3D de Notre-Dame de Paris, ainsi que d'autres bâtiments.

## Vie privée et éducation
Andrew Tallon est né à Louvain, en Belgique. Il vit à Paris pendant que sa mère travaille sur une thèse en histoire du théâtre. Puis il part aux États-Unis pour y faire ses études secondaires, et obtient son diplôme de la Shorewood High School dans le Wisconsin. Tallon étudie à l'Université de Princeton où il obtient un diplôme en musique en 1991. Pendant ses études, il suit cependant suivi tous les cours enseignés par Robert Mark, un ingénieur spécialisé dans l'architecture et la construction gothiques. Il a achevé ses études avec une maîtrise à l'Université Paris-Sorbonne et un doctorat à l'Université de Columbia sous la direction de Stephen Murray, un historien de l'art.
Il est décédé en novembre 2018 d'une tumeur au cerveau, à Poughkeepsie.

## Carrière
Andrew Tallon commence sa carrière professionnelle au Vassar College, au sein du Département d'Art. Se décrivant lui-même comme obsédé par Notre-Dame, il entreprend à partir de 2010 de scanner l'intérieur et l'extérieur du bâtiment, avec Paul Blaer. À l'issue de la campagne de scan, il récupère près de un milliard de points, et son travail contribue à faciliter le travail de reconstruction entrepris après l'incendie de Notre-Dame. Il a également scanné d'autres cathédrales, comme celles de Bourges, Sens et Chartres.
Avec l'historien Stephen Murray, il initie un autre projet de scan 3D de bâtiments gothiques, dénommé Mapping Gothic France, financé par la Fondation Andrew W. Mellon. Le projet prend la forme d'une base de données Open Source.
En décembre 2014, Tallon entreprend également de scanner la cathédrale de Canterbury, collectant près de 5,5 milliards de points.

## References
1. ↑  https://www.vassar.edu/president/community/2018/181117-andrew-tallon
2. ↑  https://www.theatlantic.com/technology/archive/2019/04/laser-scans-could-help-rebuild-notre-dame-cathedral/587230/
3. ↑  https://www.arte.tv/fr/videos/103501-001-A/notre-dame-de-paris-le-chantier-du-siecle-1-3/
4. ↑  https://mcid.mcah.columbia.edu/collection/mapping-gothic